# 1988-as Nickelodeon Kids’ Choice Awards
Az 1988-as Nickelodeon Kids’ Choice Awards az 1988-ban megjelent legjobb filmes, televíziós, zenés tartalmait díjazta a nézők szavazata alapján. A díjátadót 1988. április 18-án tartottak a kaliforniai Candlestick Parkban, a házigazdai Tony Danza, Debbie Gibson, Brian Robbins és Dan Schneider voltak
Ez volt az első esemény, amely már a hivatalos cím alatt zajlott, élő közönséggel, hírességek műsorvezetésével és részvételével. Az első díjátadót még 1987-ben tartották "The Big Ballot" néven, és csak előre felvett jelenetekből állt, amelyeket a stúdió házigazdái kötöttek össze. Ezen az 1988-as eseményen mutatták be az első "KCA trófeát" is, amelyet az eredeti logótervezők, Tom Corey és Scott Nash készítettek.

## Fellépők
- The Fat Boys (Wipe Out)
- Debbie Gibson (Shake Your Love és Out of the Blue)

## Győztesek és jelöltek

### Filmek
| Kedvenc film | Kedvenc színész |
| --- | --- |
| - Beverly Hills-i zsaru 2. - Egy bébiszitter kalandjai - La Bamba                                                                                             | - Eddie Murphy – Beverly Hills-i zsaru 2. (Axel Foley) - Arnold Schwarzenegger – A menekülő ember (Ben Richards) - Patrick Swayze – Dirty Dancing – Piszkos tánc (Johnny Castle) |
| Kedvenc színésznő | |
| - Whoopi Goldberg – Végzetes szépség (Rita Rizzoli) - Shelley Long – Visszajátszás (Lucy Chadman) - Elisabeth Shue – Egy bébiszitter kalandjai (Chris Parker) | |

### Televízió
| Kedvenc tévéműsor | Kedvenc tévés színész |
| --- | --- |
| - Alf - Cosby - Growing Pains | - Michael J. Fox – Családi kötelékek (Alex P. Keaton) - Kirk Cameron – Growing Pains (Mike Seaver) - Bill Cosby – Cosby (Cliff Huxtable) |
| Kedvenc televíziós színésznő | |
| - Alyssa Milano – Ki a főnök? (Samantha Micelli) - Anne Schedeen – Cosby (Vanessa Huxtable) - Tempestt Bledsoe – Alf (Kate Tanner) | |

### Zene
| Kedvenc férfi zenész                                                                                   | Kedvenc női zenész                      |
| --- | --------------------------------------- |
| - Bon Jovi - The Fat Boys - The Monkees                                                                | - Madonna - Janet Jackson - The Bangles |
| Kedvenc zeneszám                                                                                       |                                         |
| - "La bamba" – Los Lobos - "Control" – Janet Jackson - "I Wanna Dance With Somebody" – Whitney Houston |                                         |

### Sport
| Kedvenc férfi sportoló                                   | Kedvenc női sportoló                           |
| -------------------------------------------------------- | ---------------------------------------------- |
| - Hulk Hogan - Michael Jordan - Walter Payton            | - Debi Thomas - Chris Evert - Kristie Phillips |
| Kedvenc zeneszám                                         |                                                |
| - Chicago Bears - San Francisco Giants - Detroit Pistons |                                                |

## Fordítás
- Ez a szócikk részben vagy egészben  a(z)   1988 Kids 'Choice Awards című angol Wikipédia-szócikk ezen változatának fordításán alapul.  Az eredeti cikk szerkesztőit annak laptörténete sorolja fel. Ez a jelzés csupán a megfogalmazás eredetét és a szerzői jogokat jelzi, nem szolgál a cikkben szereplő információk forrásmegjelöléseként.